# Gary (Minnesota)
Pour les articles homonymes, voir Gary.
Gary est une ville américaine située dans le Comté de Norman, dans le Minnesota. Selon le recensement de 2010, sa population est de 214 habitants.